# Phrynopus oblivius
Espèce
Statut de conservation UICN

 DD  : Données insuffisantes
Phrynopus oblivius est une espèce d'amphibiens de la famille des Craugastoridae.

## Répartition
Cette espèce est endémique de la province de Tarma dans la région de Junín au Pérou. Elle se rencontre dans les environs de Maraynioc entre 3 210 et 3 220 m d'altitude.

## Description
Les mâles mesurent de 17,5 à 19,7 mm et les femelles de 21,8 à 23,9 mm.

## Étymologie
Le nom spécifique oblivius vient de participe passé du verbe latin oblitus, oublié, en référence au fait que cette espèce a longtemps été confondue avec Phrynopus montium.

## Publication originale
- Lehr, 2007 : New eleutherodactyline frogs (Leptodactylidae: Pristimantis, Phrynopus) from Peru. Bulletin of the Museum of Comparative Zoology, vol. 159, no 2, p. 145-178 (texte intégral).